# Akademie der Sozialwissenschaften Shanghai
Die Akademie der Sozialwissenschaften Shanghai (chinesisch 上海社会科学院, englisch Shanghai Academy of Social Sciences (SASS)), die von Wang Ronghua geleitet wird, wurde 1958 gegründet und ist somit die älteste und, neben der Chinesischen Akademie der Sozialwissenschaften in Peking, größte Institution für Geistes- und Sozialwissenschaften in der Volksrepublik China. Neben der Finanzierung der SASS durch Fonds der Stadtregierung Shanghais bezieht die SASS seine Gelder von verschiedenen nichtstaatlichen Spendern aus dem In- und Ausland.
Als führender Think-Tank und angesehenes akademisches Institution Chinas gibt die SASS eine Reihe von Publikationen heraus, die auf Politik und Gesellschaft maßgeblichen Einfluss nehmen. Das SASS hat 15 Institute und 19 fachübergreifende Zentren, in denen über Themengebiete aus Geistes- und Sozialwissenschaften recherchiert wird.
Der Schwerpunkt liegt auf den neuen Problemen, die durch die gegenwärtige Entwicklung Chinas in Gesellschaft und Wirtschaft entstehen. Forschungsgebiete sind: Wirtschaft, Volkswirtschaft, Weltwirtschaft, Rechtswissenschaften, Literatur, Geschichte, Philosophie, Informatik, Journalismus, Soziologie, Jugendforschung, Theologie, Demographie, Internationale Beziehungen, nationale Strategien und regionale Entwicklungen.
Die SASS hat zurzeit über 700 Mitarbeiter, davon sind 465 in der Forschung tätig. Unter den Forschern der SASS sind 124 ordentliche, 133 außerordentliche und 130 assistierende Professoren. 287 der Professuren sind von Frauen besetzt.

## Internationale Kooperationen der Akademie der Sozialwissenschaften Shanghai
Im Jahr 2005 erhielt der Lehrstuhl Sinologie an der FAU (Univ. Erlangen-Nürnberg) eine Bücherspende von Dubletten aus den Beständen der Akademie der Sozialwissenschaften im Umfang von 100.000 Büchern und 10.000 gebundenen Zeitschriftenbänden aus der Zeit von 1949 bis 1980. Die Spende wurde zu einem Grundstock der Forschung zur Geschichte der Volksrepublik.